# Maloarjánguelsk (Oriol)
Maloarjánguelsk (ruso: Малоарха́нгельск) es una ciudad rusa, capital del raión homónimo en la óblast de Oriol.
En 2023, la ciudad tenía una población de 3512 habitantes. En su territorio no hay pedanías.
Se ubica unos 60 km al sureste de la capital regional Oriol, sobre la carretera 54K-8 que une Glazunovka con Kolpná.

## Historia
Se conoce la existencia de la localidad desde el siglo XVII, cuando era un pueblo (seló) llamado "Arjánguelskoye" (Архангельское). En 1778, pese a seguir siendo una pequeña localidad rural, adoptó el estatus de ciudad para albergar la sede de un uyezd, desde 1796 integrado en la gobernación de Oriol. Al adoptar el estatus de ciudad recibió su actual topónimo, que significa "Pequeña Arcángel", pues se pensaba que el topónimo del pueblo podía inducir a confusión con la conocida ciudad del norte del país, llamada en ruso "Arjánguelsk" (Арха́нгельск). Rápidamente la nueva ciudad llegó a alcanzar tres mil habitantes a mediados del siglo XIX, y nueve mil a principios del siglo XX. Sin embargo, sufrió una gran pérdida de población tras la guerra civil rusa y la posterior hambruna soviética, y nunca recuperó el número de habitantes que había llegado a tener.